# Възглавница
Възглавницата представлява мека торба от плат (по-рядко друг материал като изкуствена кожа), изпълнена с някакъв вид мек пълнеж, като пух, памук и т.н. Използва се за подлагане под главата при спане, или за ръцете на облекалките на канапетата, а също и като декоративен елемент за дивани и легла. Възглавниците се използват най-напред от богати хора в Азия, откъдето са пренесени в Древен Египет.
Стандартните възглавници са с квадратна или правоъгълна форма и големина 50 x 75 cm или 40 x 40 cm. Обикновено се слагат в калъф за възглавница, изработен от плат, който може да се сваля лесно и пере. Пълнежът може да е от мемори пяна, нанопълнеж, латекс, дунапрен, пачи пера или пух, а в миналото дори сено или слама.
Декоративните възглавници може да са изработени от скъпи платове и да имат различна бродерия.